# Chrysoprasis chevrolati
Chrysoprasis chevrolati là một loài bọ cánh cứng trong họ Cerambycidae.